# كلخ أرماند
كلخ أرماند (باللاتينية: Ferula armandii) نوع نباتي يتبع جنس الكلخ من الفصيلة الخيمية.

## الموئل والانتشار
النبات واطن في بلاد الشام.